# Calvisio (Finale Ligure)
Calvisio è una frazione di Finale Ligure, in provincia di Savona. Fino al 1869 fu comune autonomo assieme a Verzi.

## Geografia fisica
L'attuale Calvisio è ubicato sul fondovalle della vallata dello Sciusa, per la maggior parte in destra idrografica dell'omonimo torrente. Qui sorge anche l'attuale chiesa parrocchiale, costruita in stile neo-medioevale. Sulle pendici meridionali del monte Tolla, sempre in destra idrografica della valle ma a circa 120 metri di quota, si trova invece Lacremâ, l'originario nucleo abitato del paese, conosciuto anche col nome Calvisio Vecchio.
Di Calvisio fanno anche parte i territori boschivi situati nell'altipiano alle sue spalle, un tempo abitati e sfruttati dalla popolazione locale.

## Storia

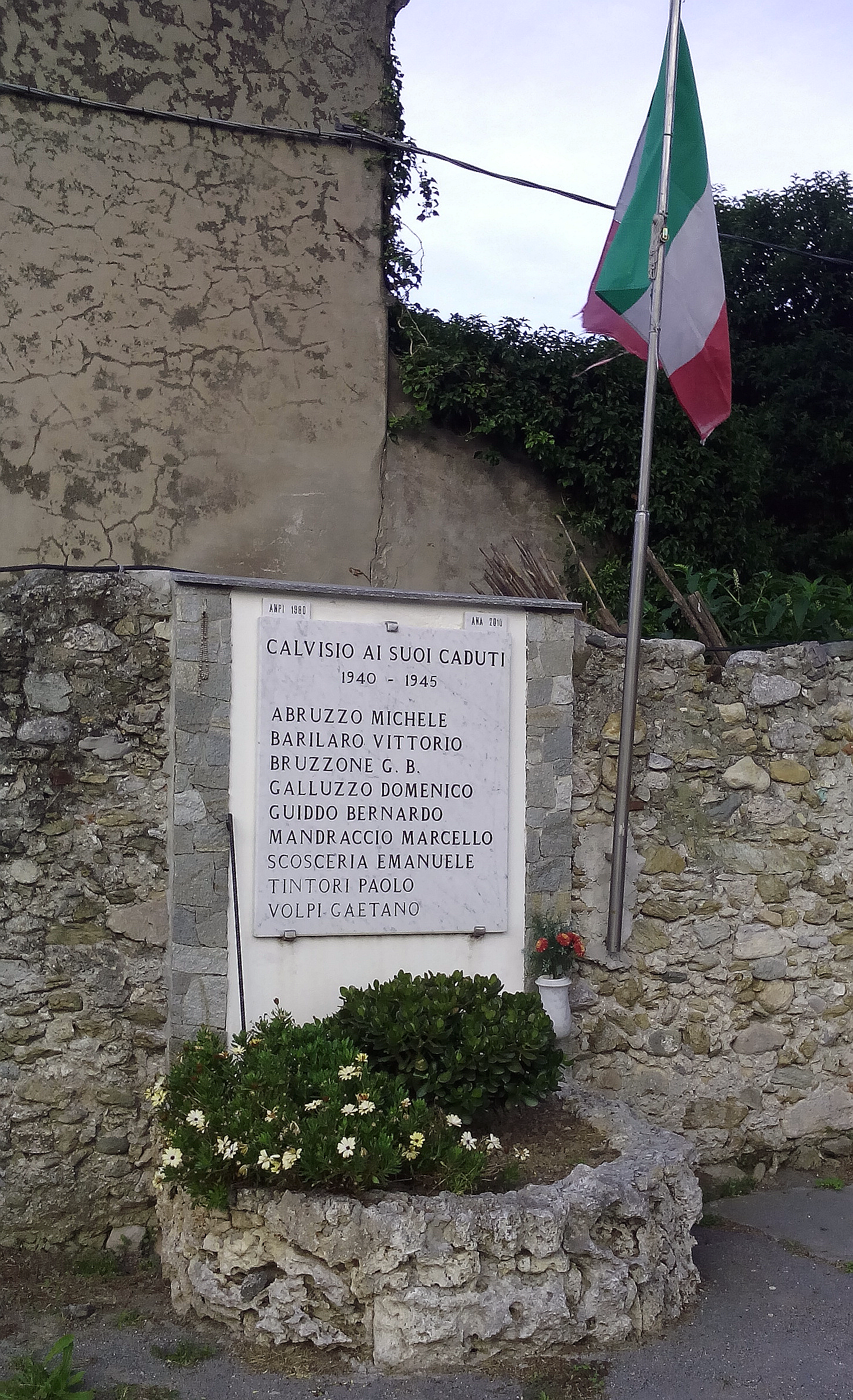
Lapide ai caduti della seconda guerra mondiale.

Queste zone sono abitate già da più di 10000 anni, dati confermati dai diversi ritrovamenti effettuati in zona, ne è un esempio Campo Rotondo, antico e misterioso luogo di culto dei Liguri cinto da una serie di menhir che gli danno una forma ellissoidale.
In epoca Romana il territorio viene interessato dal passaggio della Via Julia Augusta, da qui probabilmente si ebbe la formazione di un vicus romano il quale andò probabilmente in fiamme durante le invasioni barbariche, da qui il nome Lacremà (la cremata) che diede anche il cognome a chi vi abitava ( de Cremata passo poi a Cremata). Interessante l'appellativo guadagnato dagli abitanti di queste zone durante le invasioni barbariche chiamati "Sciacca teiste" o letteralmente schiaccia teste, per il particolare modo di difendersi dai barbari lanciando dall'alto delle loro fasce, massi pesanti in grado di fare parecchio danno.
Il borgo di Calvisio è molto antico, (leggenda popolare narra che siano state usate le pietre della strada romana per ricostruirla) come attestano gli edifici tuttora presenti, e la chiesa di San Cipriano era già stata elevata al rango di parrocchia nel 1356.
Durante il periodo spagnolo, il paese ebbe il suo periodo più florido, infatti è in questo periodo che abbiamo la bonifica delle zone palustri vicino al fiume Sciusa, e anche l'importante opera di canalizzazione tramite dighe, bedali e pozzi (sistema ancora in funzione fino a metà anni '90 e successivamente intubato), che permettevano un migliore utilizzo e sfruttamento delle acque del fiume.
Il paese costituì comune autonomo assieme a Verzi finché, nel 1869, assieme a Varigotti (anch'esso allora capoluogo di comune) chiese e ottenne di essere unito a Final Pia. Al tempo risiedevano nel comune poco più di cinquecento abitanti.
Seguì poi le sorti di Final Pia, comune che nel 1927 fu accorpato a Finale Marina e Finalborgo per costituire l'odierno Comune di Finale Ligure.

### Toponimo
Il toponimo è attestato in documenti medievali e moderni come Cravexanae (cfr. Clavesana) o Craviscio, successivamente "rilatinizzato" in Calvisio. Probabilmente da ricordursi alla radice "crap" per "rocca, montagna", riferito alle pareti sovrastanti.

## Monumenti e luoghi d'interesse

### Architetture religiose

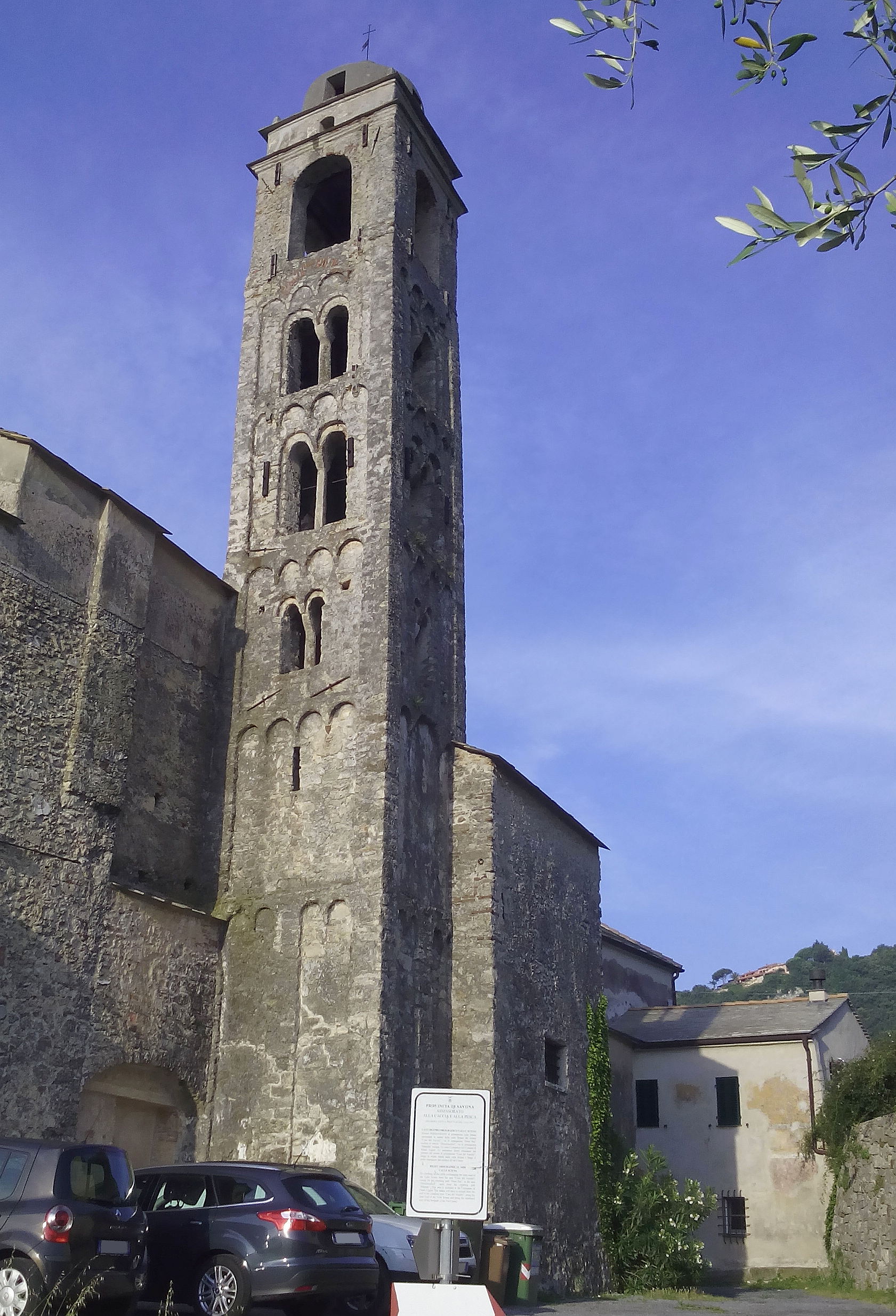
Il campanile romanico della chiesa vecchia

- Chiesa di S. Cipriano, a Calvisio Vecchia: si tratta di una delle più antiche chiese della zona, che fu trasformata in stile barocco a partire dal 1704. Il campanile, anch'esso molto antico, ha conservato invece l'originario stile romanico.[5]
- Oratorio di San Sebastiano, adiacente l'antica chiesa di San Ciprinao a Calvisio Vecchia. Si tratta di un rifacimento barocco di un piccolo oratorio risalente almeno al Quattrocento.
- Nuova chiesa parrocchiale di San Cipriano a Calvisio, edificata in stile neogotico tra il 1930 e il 1932. Unico esempio di chiesa costruita in pietra del Finale, grazie alle donazioni dei parrocchiani, i quali sono citati nelle targhette fissate sulle panche della chiesa. Purtroppo per mancanza di fondi non fu possibile portare a compimento il progetto originale che la prevedeva più alta, come consuetudine del suo stile, e con un portichetto davanti all'ingresso principale. Nel piazzale antistante trova posto anche la Cappella della Madonna del Rosario edificata tra gennaio e maggio 1992 (anno mariano) ad opera anch'essa dei parrocchiani, il monumento ai caduti (anch'esso rifatto nella prima metà degli anni '90 con l'aggiunta di alcuni nomi e la modifica totale del basamento frontale alla lapide, che prima era di marmo con catene ai bordi), e la croce di legno infissa su un capitello proveniente dalla chiesa antica (ve ne erano altri tre di cui si sono perse le tracce durante i lavori di bonifica del parcheggio antistante la chiesa vecchia).
- Cappelletta di Nostra signora della Misericordia (la Madonna del Santuario di Savona), situata all'incrocio tra la strada che dalla valle sale a Calvisio Vecchia (via Bedina) e un vicolo che anch'esso sale a monte ma molto più antico e percorribile soltanto a piedi o bicicletta (vico Buonviaggio)
- Cappella di Nostra Signora del Buonviaggio situata all'incrocio tra vico Buonviaggio e via Calvisio, che è la strada di fondovalle.

### Architetture civili
- Villa Buraggi: è una costruzione del XVII secolo, al cui interno sono presenti pregevoli busti rinascimentali. Notevole anche la fontana dello stesso periodo all'interno del perimetro della proprietà[8]
- Palazzo Buraggi e palazzo Pertica, anch'essi risalenti al XVII secolo.
- Castello Locella: Abitazione di una delle famiglie più ricche della valle nel medioevo, ampliata in più fasi fino a prendere le sembianze di un vero e proprio castello arroccato nella sua posizione strategica su una roccia a fondovalle dove convergono il fiume Sciusa e e il Rio Ponci.
- Località Costa: agglomerato di abitazioni poste sul versante idrogeologico di sinistra a metà "costa" tra San Bernardino e il fondovalle.
- Località Lacrêmǒ o Lacremà
- Località Inegaggie
- Località Rocche
- Contrada del Ponte
- Località Piano
- Le case popolari
- I rifugi e le case dell'entroterra Calvisiano